# Волошка східнокарпатська
Волошка східнокарпатська (Centaurea kotschyana) — вид рослин із родини айстрових (Asteraceae), зростає в Карпатському й Балканському регіонах. Декоративна рослина. Належить до підроду Acrocentron, підтриби Cardueae.

## Біоморфологічна характеристика

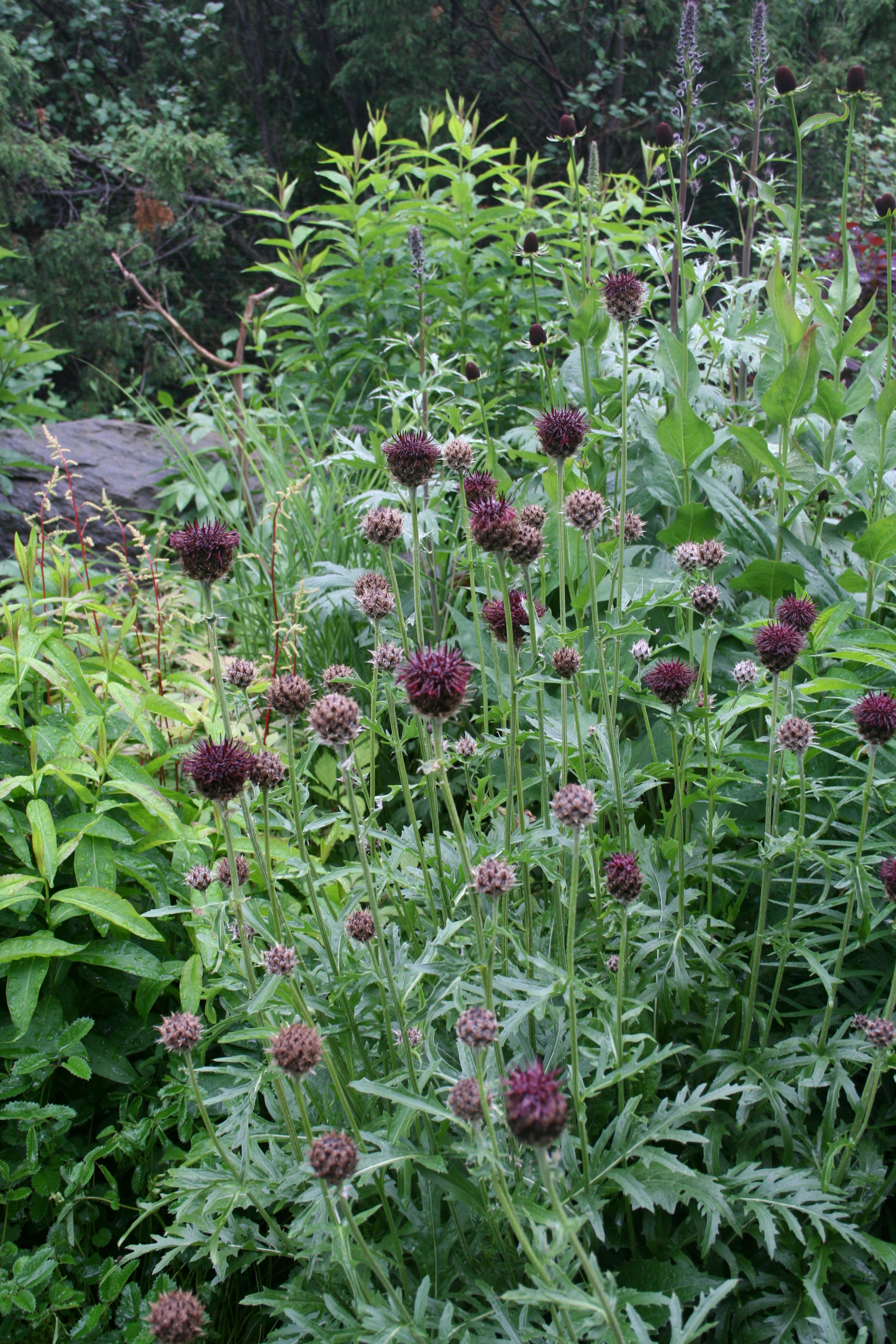

Це багаторічна трава 25–60(100) см заввишки. Стебла мало розгалужені. Квітки темно-пурпурові. Період цвітіння: червень — серпень(вересень).

## Середовище проживання
Ареал охоплює Карпатський і Балканський регіони — на територіях Польщі, Боснії й Герцеговини, Сербії й Косово, Чорногорії, Албанії, Румунії, Болгарії, Македонії, України.
В Україні вид зростає на гірських луках та у верхньому поясі лісу — у Закарпатських та Карпатських лісах, зрідка.

## Синоніми
Синоніми: 
Acrocentron kotschyanum (Heuff.) Á.Löve & D.Löve
Centaurea heerffelii Rchb.f.
Centaurea heuffelii Rchb.f.
Colymbada kotschyana (Heuff.) Holub